# Scandix tinctoria
Scandix tinctoria är en flockblommig växtart som beskrevs av Giovanni Antonio Scopoli. Scandix tinctoria ingår i släktet nålkörvlar, och familjen flockblommiga växter. Inga underarter finns listade i Catalogue of Life.